# Eugenio Borgna
Eugenio Borgna (Borgomanero, 22 luglio 1930 – Borgomanero, 4 dicembre 2024) è stato uno psichiatra e saggista italiano.
Come primario di servizi psichiatrici ospedalieri, fin dai primi anni '60 ha adottato metodi di cura che, esorbitando dalla comune prassi clinica, si sono incentrati sul dialogo reciproco e l'ascolto empatico del paziente psichiatrico, non soggetto ad alcuna forma di coercizione, contenzione o imposizione, sperimentando così, per la prima volta in Italia, una nuova maniera di accostarsi alla malattia psichiatrica, più umana, rispettosa e comprensiva del dolore del paziente.

## Biografia
Figlio di un avvocato cattolico che si era aggregato ai partigiani in Ossola costringendo lui, la madre e cinque fratelli ad abbandonare la casa di Borgomanero per sfuggire ai fascisti e a trasferirsi sulle colline del lago d'Orta con l'aiuto di un parroco, Borgna decise di voler studiare medicina, un'estate, mentre si trova a Bergeggi, nella casa di famiglia.
Si laureò in Medicina e Chirurgia nel 1954 all'Università degli Studi di Torino, quindi si specializzò in clinica delle malattie nervose e mentali all'Università Statale di Milano nel 1957. Libero docente di clinica delle malattie nervose e mentali nell'ateneo meneghino, fu responsabile del reparto di psichiatria dell'Ospedale di Pavia, quindi, dal 1963, direttore del servizio psichiatrico dell'Ospedale Maggiore di Novara, di cui fu infine primario emerito.
Fu tra i primi, in Italia, che agli inizi degli anni '60 applicano i principi teorici dell'antropoanalisi e della psicopatologia fenomenologica allo studio della malattia mentale. Fra i principali e più significativi esponenti della psichiatria fenomenologica e della psicologia esistenziale in Italia, che pongono al centro della loro attenzione non la malattia in sé stessa ma il paziente, contesta, rigettando ogni forma di riduzionismo biologico, l'interpretazione naturalistica delle patologie mentali che ne ricerca le cause nel malfunzionamento dei centri cerebrali e la sua cura solo attraverso interventi biologici, quali farmaci e terapia elettroconvulsivante. Egli – similmente a quanto asserito da parte di alcuni esponenti della cosiddetta antipsichiatria – riteneva che le malattie mentali, nel senso proprio del termine, non esistono, poiché «non si possono dimostrare».
Strenuo sostenitore di una "psichiatria dell'interiorità", capace di individuare o cercare di scorgere quella dimensione profonda e soggettiva del disagio psichico, attraverso una prospettiva interdisciplinare che coinvolge discipline e campi eterogenei, quali la letteratura, la filosofia e l'arte, nel tentativo di evidenziarne la dimensione plurima e complessa restituendo così un significato condiviso alla dimensione esistenziale del dolore, condusse interessanti e innovativi studi sulla malinconia, la depressione e la schizofrenia, nonché sui fondamenti epistemologici e metodologici della psichiatria.
Fu autore di numerosi saggi, nei quali alternò una produzione più specialistica a libri maggiormente divulgativi, uno dei quali ispirato nel titolo da uno dei poeti prediletti, Clemente Rebora (Apro l'anima e gli occhi. Coscienza interiore e comunicazione, Interlinea).
Sulla sua opera, con interviste, testimonianze e saggi, è uscito in occasione dei novant'anni un numero della rivista "Microprovincia": Eugenio Borgna. Curare con la parola.
Borgna morì il 4 dicembre 2024, all'età di 94 anni.

## Opere
- I conflitti del conoscere. Struttura del sapere ed esperienza della follia, Collana Campi del sapere, Milano, Feltrinelli, 1988.
- Malinconia, Collana Campi del sapere, Milano, Feltrinelli, 1992.
- Come se finisse il mondo. Il senso dell'esperienza schizofrenica, Collana Campi del sapere, Milano, Feltrinelli, 1995.
- Le ragioni dell'adolescenza. Il disagio giovanile tra neuropsichiatria infantile e psichiatria, con Antonio Andreoli e Giovanna Giaconia, Milano, Guerini e Associati, 1995-2005.
- Le figure dell'ansia, Collana Campi del sapere, Milano, Feltrinelli, 1998.
- Noi siamo un colloquio. Gli orizzonti della conoscenza e della cura in psichiatria, Collana Campi del sapere, Milano, Feltrinelli, 2000.
- L'arcipelago delle emozioni, Collana Campi del sapere, Milano, Feltrinelli, 2001.
- Le intermittenze del cuore, Collana Campi del sapere, Milano, Feltrinelli, 2003.
- Il volto senza fine, Collana Atelier, Firenze, Le Lettere, 2004, ISBN 978-88-716-6819-2.
- Il suicidio. Amore tragico, tragedia d'amore. Saggi sulle esperienze di morte volontaria, con Mauro Manica e Adriana Pagnoni, Roma, Borla Editore, 2006. ISBN 978-88-263-1594-2
- L'attesa e la speranza, Collana Campi del sapere, Milano, Feltrinelli, 2006, ISBN 978-88-071-0383-4.
- Come in uno specchio oscuramente, Collana Campi del sapere, Milano, Feltrinelli, 2007, ISBN 978-88-071-0411-4.
- Che cos'è la follia?, Bologna, Luca Sossella editore, 2008 (con CD Audio).
- Nei luoghi perduti della follia, a cura di Federico Leoni, Collana Campi del sapere, Milano, Feltrinelli, 2008, ISBN 978-88-071-0428-2. - Collana UEF.Saggi, Feltrinelli, 2020, ISBN 978-88-078-9338-4.
- Le emozioni ferite, Collana Campi del sapere, Milano, Feltrinelli, 2009, ISBN 978-88-071-0447-3.
- La solitudine dell'anima, Collana Campi del sapere, Milano, Feltrinelli, 2010, ISBN 978-88-071-0465-7.
- Elogio della depressione, con Aldo Bonomi, Collana Vele, Torino, Einaudi, 2011. ISBN 978-88-062-0580-5.
- Di armonia risuona e di follia, Collana Campi del sapere, Milano, Feltrinelli, 2012, ISBN 978-88-071-0485-5.
- La dignità ferita, Collana Campi del sapere, Milano, Feltrinelli, 2013, ISBN 978-88-071-0498-5.
- La fragilità che è in noi, Collana Vele, Torino, Einaudi, 2014, ISBN 978-88-062-2187-4.
- Il tempo e la vita, Collana Campi del sapere, Milano, Feltrinelli, 2015, ISBN 978-88-071-0512-8.
- Parlarsi. La comunicazione perduta, Collana Vele, Torino, Einaudi, 2015, ISBN 978-88-062-2755-5.
- L'indicibile tenerezza. In cammino con Simone Weil, Collana Campi del sapere, Milano, Feltrinelli, 2016, ISBN 978-88-071-0518-0.
- Responsabilità e speranza, Collana Vele, Torino, Einaudi, 2016, ISBN 978-88-062-3040-1.
- Le parole che ci salvano, con una nuova prefazione dell'autore, Collana Super ET Opera viva, Torino, Einaudi, 2017 (contiene, in particolare: La fragilità che è in noi; Parlarsi; Responsabilità e speranza), ISBN 978-88-062-3282-5.
- L'ascolto gentile. Racconti clinici, Collana Frontiere, Torino, Einaudi, 2017, ISBN 978-88-062-3052-4.
- Le passioni fragili, Collana Campi del sapere, Milano, Feltrinelli, 2017, ISBN 978-88-071-0529-6.
- L'arcobaleno sul ruscello. Figure della speranza, Collana Temi, Milano, Raffaello Cortina Editore, 2018, ISBN 978-88-603-0970-9.
- La nostalgia ferita, Collana Vele, Torino, Einaudi, 2018, ISBN 978-88-062-3678-6.
- La follia che è anche in noi, Collana Vele, Torino, Einaudi, 2019, ISBN 978-88-062-4150-6.
- Saggezza, Collana Parole controtempo, Bologna, Il Mulino, 2019, ISBN 978-88-152-8519-5.
- Il fiume della vita. Una storia interiore, Collana Varia, Milano, Feltrinelli, 2020, ISBN 978-88-074-9271-6.
- Speranza e disperazione, Collana Vele, Torino, Einaudi, 2020, ISBN 978-88-062-4443-9.
- I grandi pensieri vengono dal cuore. Educare all'ascolto, Milano, Raffaello Cortina Editore, 2021, ISBN 978-88-328-5272-1.
- In dialogo con la solitudine, Collana Vele, Torino, Einaudi, 2021, ISBN 978-88-062-4769-0.
- Apro l'anima e gli occhi. Coscienza interiore e comunicazione, Collana Alia, Novara, Interlinea, 2021, ISBN 978-88-685-7416-1.
- Sofocle. Antigone e la sua follia, Collana La voce degli antichi, Bologna, Il Mulino, 2021, ISBN 978-88-152-9412-8.
- L'agonia della psichiatria, Collana Campi del sapere, Milano, Feltrinelli, 2022, ISBN 978-88-071-0562-3.
- Tenerezza, Collana Vele, Torino, Einaudi, 2022, ISBN 978-88-062-5150-5.
- Sull'amicizia, Collana Letture, Milano, Raffaello Cortina Editore, 2022, ISBN 978-88-328-5466-4.
- Mitezza, Collana Vele, Milano, Einaudi, 2023, ISBN 978-88-062-5675-3.
- In ascolto del silenzio, Collana Vele, Torino, Einaudi, 2024, ISBN 978-88-062-6172-6.